# Zij die Horus draagt
Zij die Horus draagt (rmnt-hrw) was een van de eerste koninklijke titels die in het oude Egypte werd verleend aan de vertegenwoordigster van de vrouwelijke zijde van het faraoschap, om aldus haar gezag te doen gelden. Horus was de godheid die in het Oude Rijk door de mannelijke farao, haar gemaal, werd vertegenwoordigd. Maar ook de opvolger zou Horus vertegenwoordigen. Deze titel wordt als eerste bij koningin Nachtneith als gemalin van Djer geattesteerd.
Er zijn ook diverse varianten van deze titel:
- Zij die Horus ziet (m33t-hrw) wordt na haar bij koningin Sesjemetka geattesteerd en wordt voorts gedragen tot in de 3e dynastie van Egypte.
- Aan de zijde van Horus (kht-hrw) werd ook in de 3e dynastie gedragen voornamelijk voor het eerst bij koningin Nymaathap, gemalin van Khasekhemui en de moeder van Djoser. En deze titelvariant blijft in gebruik tot in de 6e dynastie van Egypte.
- Begeleidster van Horus (tist-hrw), wordt tijdens de 4e dynastie van Egypte gedragen tot in de 6e dynastie.
- Gade van Horus (smrt-hrw), wordt tijdens de 4e dynastie van Egypte gedragen tot in de 6e dynastie.
- Gade van Horus, zijn geliefde (smrt-hrw-meryt.f) werd tijdens de 4e tot in de 5e dynastie van Egypte gedragen.
- Zij die Horus en Seth ziet (m33t-hrw-stsh) dateert eveneens uit de 4e dynastie, wordt gedragen tot in de 6e, en opnieuw in de 11e dynastie van Egypte en daarna ook in de 18e.

Horustitels als deze en Aan de zijde van Horus duiken ten slotte weer op in de 18e dynastie van Egypte, naast enkele nieuwe varianten, namelijk Gezellin van Horus en Geliefde gezellin van Horus bij koningin Ahmose, en lijken na haar niet meer voor te komen. Met name vanaf deze 18e dynastie lijkt dan ook een tijdelijk teruggrijpen naar de oudste dynastieke titels en tradities opnieuw courant te zijn geworden.

## Overzicht van de oudste titels met Horus als thema
- de 1e dynastie van Egypte: Zij die Horus draagt (rmnt-hrw)
- de 1e-3e dynastie van Egypte: Zij die Horus ziet (m33t-hrw)
- de 3e dynastie van Egypte: Aan de zijde van Horus (kht-hrw)
- de 4e dynastie van Egypte: Begeleidster van Horus (tist-hrw)
- de 4e-5e dynastie van Egypte: Gade van Horus, zijn geliefde (smrt-hrw-meryt.f)
- de 4e-6e en de 11e dynastie van Egypte: Zij die Horus en Seth ziet (m33t-hrw-stsh)